# Salim Mattar
José Salim Mattar Junior (Oliveira, 28 de novembro de 1948) é um empresário brasileiro, ex-secretário de Desestatização do Governo Bolsonaro e ex-presidente da Localiza, uma rede brasileira de lojas especializadas em aluguel de automóveis, atuante nas principais cidades e aeroportos do Brasil e também em diversos países da América Latina.

## Biografia
Nascido em Oliveira, cidade localizada no interior de Minas Gerais, formou-se em administração de empresas e, em 1973, fundou a "Localiza" ao lado de Antônio Cláudio Brandão Resende. Ambos logo passaram a ter como sócios seus irmãos Eugênio Pacelli Mattar e Flávio Brandão Resende. O grupo Localiza faturou em 2019 RS 10,9 bilhões, com lucro líquido de R$ 847,5 milhões.
Ativista da doutrina liberal, ele é um dos responsáveis por financiar a tradução da obra "A Revolta de Atlas", de Ayn Rand, para o português. A despeito da defesa do liberalismo, Salim é defensor do golpe de Estado no Brasil de 1964, a que chama de "movimento", que instaurou uma ditadura militar que durou 21 anos.

## Política
Em 2019, Salim Mattar foi reconhecido como o quarto maior doador das eleições de 2018. Ele doou mais de 2,9 milhões de reais, distribuídos à 28 candidatos, incluindo o ministro da Casa Civil Onyx Lorenzoni e Rodrigo Maia. Ele apoiou também o governador eleito de Minas Gerais Romeu Zema, do partido Novo. Sequencialmente, foi convidado, por Paulo Guedes, para assumir a secretaria de Privatizações do Governo Bolsonaro. Deixou o cargo sem ter realizado nenhuma privatização.